# Heinz A. Condell

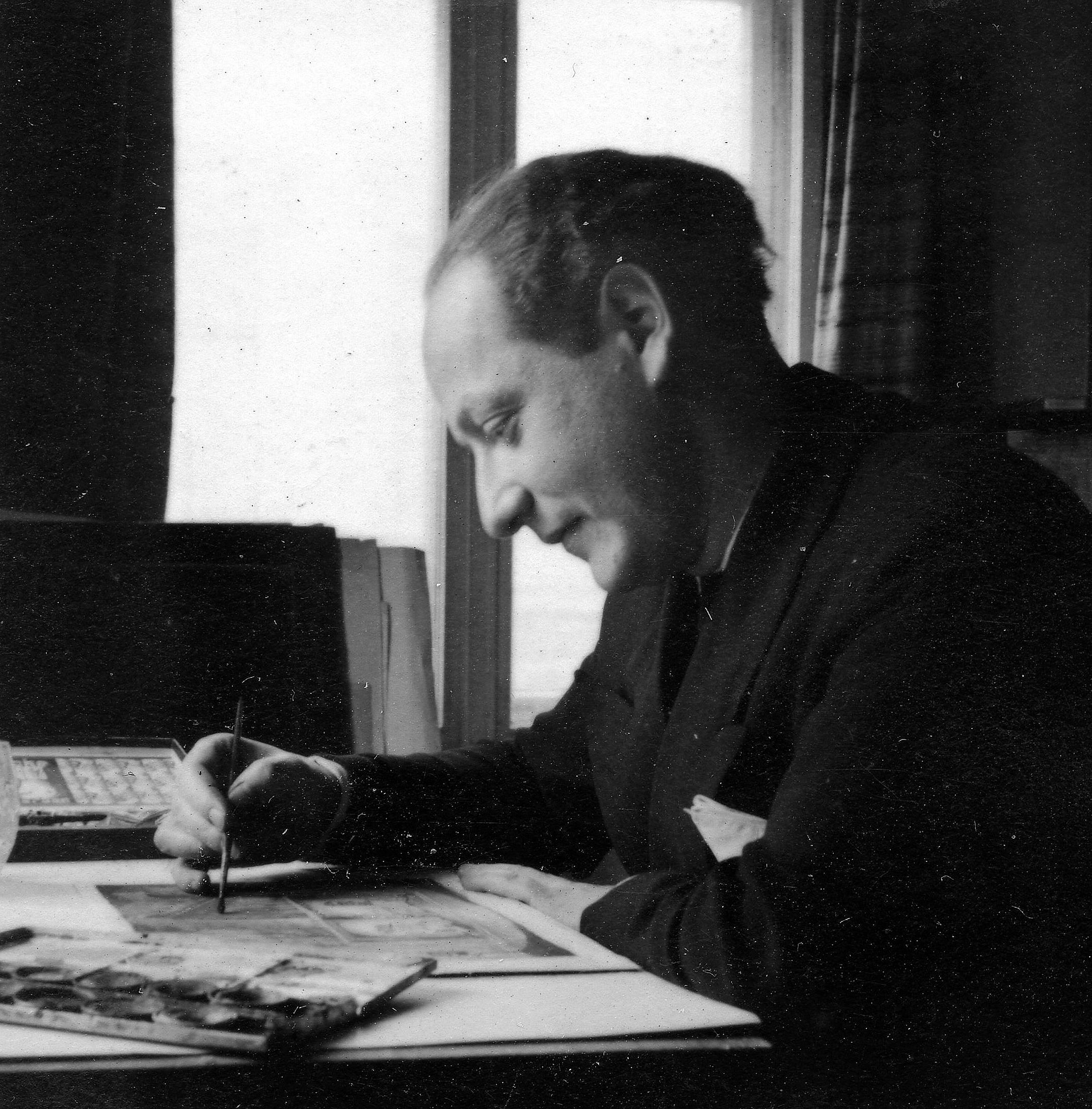
Heinz Condell

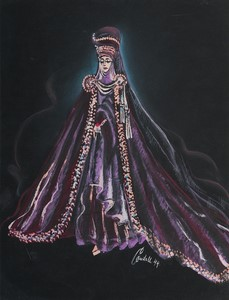
Kostümentwurf 1944

Heinz A. Condell (* 24. Januar 1905 in Berlin; † 7. November 1951 in New York) war ein Bühnenbildner und Kostümbildner in Deutschland und den USA.

## Leben
Condell begann seine Ausbildung bei dem Theatermacher Max Reinhardt, erste eigene Arbeiten entstanden für das Theater des Jüdischen Kulterbunds, dessen Mitgründer er war. 1932 wurde er Ausstattungsleiter der Berliner Staatsoper, dort aber 1933 als Jude entlassen. Daraufhin schloss er sich dem Kulturbund Deutscher Juden, Sektionen Berlin, Hamburg und Breslau, an und wurde deren Ausstattungschef. Condell betreute Produktionen wie Nathan der Weise, Die Hochzeit des Figaro, Othello, Die verkaufte Braut, Was ihr wollt, Hoffmanns Erzählungen, Der Barbier von Sevilla, Die lustigen Weiber von Windsor, Die Csárdásfürstin, Eugen Onegin, Rigoletto und Viel Lärm um nichts. Bei der Premiere seines letzten Stücks, Merton Hodges’ Regen und Wind (Oktober 1938), hatte Heinz Condell Deutschland bereits verlassen.
Im September 1938 emigrierte Condell in die USA. Seine erste große Theaterarbeit entstand 1940 für George Bernard Shaws „Die heilige Johanna“ in Washington, D.C., inszeniert von Erwin Piscator mit Luise Rainer in der Titelrolle.
Von 1944 bis 1950, ein Jahr vor seinem Tod, arbeitete er mit der New York City Opera zusammen.
Neben vielen Arbeiten unter anderem für die American League for Opera, das Studio-Theater der New School, das Austrian Theatre, die Philadelphia’s Academy of Arts, das Montreal Music Festival, das Bryn Mawr College Festival, die Shoe String Opera Company und den Columbia University’s Opera Workshop lehrte Condell Bühnenbild am Dramatic Workshop von Erwin Piscator, dessen Art Director er 1942 wurde. Bei seinem Tod staatenlos, wurde ihm posthum die US-amerikanische Staatsbürgerschaft verliehen.
Mit seiner zweiten (seit 1943) Ehefrau Luba, geborene Bloom, einer Schauspielerin am Yiddish Theater in New York, hatte er einen Sohn namens Cary.